# Maria Consiglia Addatis
Maria Consiglia Addatis, née le 5 janvier 1845 à Naples en Italie, morte le 11 janvier 1900, est une religieuse italienne, fondatrice des Servantes de Notre-Dame des Douleurs de Nocera de' Pagani et reconnue vénérable par le pape François en 2016.

## Biographie
Emilia Pasqualina Addatis naît à Naples le 5 janvier 1845. Elle est orpheline à quatre ans, et se retrouve ensuite souvent transférée d'une parente à l'autre. Elle trouve le réconfort dans sa vie intérieure, reposant sur sa foi chrétienne, avec l'amour de l'Eucharistie, la vénération de Notre-Dame des Douleurs, de l'Esprit-Saint, et la confiance en la Providence.
Après une expérience sans suite dans un ordre cloîtré, elle se sent plutôt appelée à s'occuper des orphelines. Elle entre dans le Tiers-Ordre franciscain en 1876, et prend le nom de Sœur Maria Consiglia dello Spirito Santo (Marie Conseil de l'Esprit-Saint).

## Procédure en béatification
L'éventuelle béatification de Maria Consiglia Addatis est étudiée au niveau diocésain, puis, suivant la procédure habituelle, le dossier et les actes sont transmis à Rome auprès de la Congrégation pour les causes des saints. Elle est alors déclarée « servante de Dieu ». 
Après l'examen de la positio par la Congrégation pour les causes des saints, le pape François autorise le 26 avril 2016 la publication du décret sur l'héroïcité de ses vertus, elle est ainsi déclarée 'vénérable'.